# Пам'ятки архітектури Косівського району
У Косівському районі Івано-Франківської області на обліку перебуває 45 пам'яток архітектури національного значення і 28 пам'яток архітектури місцевого значення.
| №  | Найменування пам'ятки                                    | Світлина | Датування                 | Місцезнаходження                 | Номер  |
| -- | -------------------------------------------------------- | -------- | ------------------------- | -------------------------------- | ------ |
| 53 | Церква св. Василія Великого (дер.)                       |          | 1895 р.                   | м. Косів вул. Хмель-ницького, 78 | 1158/1 |
| 54 | Дзвіниця церкви св. Василія Великого (дер.)              |          | 1895 р.                   | м. Косів                         | 1158/2 |
| 55 | Церква Вознесіння Христового (дер.)                      |          | 1896 р.                   | с. Бабин                         | 1159/1 |
| 56 | Дзвіниця церкви Вознесіння Христового                    |          | 1896 р.                   | с. Бабин                         | 1159/2 |
| 57 | Церква Вознесіння Христового (дер.)                      |          | 1786 р.                   | с. Брустурів                     | 1160/1 |
| 58 | Дзвіниця церкви Вознесіння Христового (дер.)             |          | 1786 р.                   | с. Брустурів                     | 1160/2 |
| 59 | Церква Св. Дмитрія (дер.)                                |          | 1895 р.                   | с. Великий Рожин                 | 1161/1 |
| 60 | Дзвіниця церкви Св. Дмитрія (дер.)                       |          | 1895 р.                   | с. Великий Рожин                 | 1161/2 |
| 61 | Церква Благовіщення Пречистої Діви Марії (дер.)          |          | 1850 р.                   | с. Вербовець                     | 1162/1 |
| 62 | Дзвіниця церкви Благовіщення Пречистої Діви Марії (дер.) |          | 1850 р.                   | с. Вербовець                     | 1162/2 |
| 63 | Церква Св. Стефана (дер.)                                |          | 1866 р.                   | с. Город                         | 1163/1 |
| 64 | Дзвіниця церкви Св. Стефана (дер.)                       |          | 1866 р.                   | с. Город                         | 1163/2 |
| 65 | Церква Св. Апостолів Петра і Павла (дер.)                |          | 1904-1905 рр.             | с. Космач                        | 1165/1 |
| 66 | Дзвіниця церква Св. Апостолів Петра і Павла (дер.)       |          | 1904-1905 рр.             | с. Космач                        | 1165/2 |
| 67 | Церква Вознесіння Христового (дер.)                      |          | 1844 р.                   | с. Люча                          | 1166   |
| 68 | Церква Архистратига Михайла (дер.)                       |          | 19ст.                     | с. Лючки                         | 1167   |
| 69 | Церква Собору Пресвятої Богородиці (дер.)                |          | 1889 р.                   | с. Прокурава                     | 1170/1 |
| 70 | Дзвіниця церкви Собору Пресвятої Богородиці (дер.)       |          | 1889 р.                   | с. Прокурава                     | 1170/2 |
| 71 | Церква Благовіщення Пречистої Діви Марії (дер.)          |          | 1600 р. реконстр. 1861 р. | с. Пістинь                       | 1171/1 |
| 74 | Дзвіниця церкви Благовіщення Пречистої Діви Марії        |          | к. 18 ст.                 | с. Пістинь                       | 1171/2 |
| 77 | Церква Св. Василія Великого (дер.).                      |          | 1896 р.                   | с. Річка                         | 1172/1 |
| 78 | Дзвіниця церкви Св. Василія Великого                     |          | 1896 р.                   | с. Річка                         | 1172/2 |
| 79 | Церква Преображення Господнього (дер.)                   |          | 1851 р.                   | с. Рожнів                        | 1173/1 |
| 80 | Дзвіниця церкви Преображення Господнього (дер.)          |          | 1851 р.                   | с. Рожнів                        | 1173/2 |
| 81 | Церква Різдва Пресвятої Богородиці (дер.)                |          | 1868 р.                   | с. Рожнів                        | 1175/1 |
| 82 | Дзвіниця церкви Різдва Пресвятої Богородиці (дер.)       |          | 1968 р.                   | с. Рожнів                        | 1175/2 |
| 83 | Церква Св. Якима та Анни (дер.)                          |          | 1841 р.                   | с. Смодна                        | 1176/1 |
| 84 | Дзвіниця церкви св. Якима та Анни (дер.)                 |          | 1773 р.                   | с. Смодна                        | 1176/2 |
| 85 | Церква св. Апостолів Петра і Павла (дер.)                |          | 19 ст.                    | с. Снідавка                      | 1178/1 |
| 88 | Дзвіниця церкви Св. Апостолів Петра і Павла (дер.)       |          | 19 ст.                    | с. Снідавка                      | 1178/2 |
| 89 | Церква Зішестя Св. Духа (дер.)                           |          | 1866 р.                   | с. Соколівка                     | 1179/1 |
| 90 | Дзвіниця церкви Зішестя Св. Духа                         |          | 1866 р.                   | с. Соколівка                     | 1179/2 |
| 91 | Церква Преображення Господнього (Спаська церква) (дер.)  |          | 1868 р.                   | с. Старі Кути                    | 1177/1 |
| 92 | Дзвіниця Спаської церкви (дер.)                          |          | 1881 р.                   | с. Старі Кути                    | 1177/2 |
| 93 | Церква Зачаття Св. Іоана Хрестителя (дер.)               |          | 1821 р.                   | с. Черганівка                    | 1180/1 |
| 94 | Дзвіниця церкви Св. Йоана                                |          | 1850 р.                   | с. Черганівка                    | 1180/2 |
| 95 | Церква Св. Параскеви (дер.)                              |          | 1874 р.                   | с. Шешори                        | 1181/1 |
| 96 | Дзвіниця церкви Св. Параскеви (дер.)                     |          | 1874 р.                   | с. Шешори                        | 1181/2 |
| 97 | Церква Різдва Пресвятої Богородиці (дер.)                |          | 1926 р.                   | с. Яворів                        | 1182/1 |
| 98 | Дзвіниця церкви Різдва Пресвятої Богородиці (дер.)       |          | 1926 р.                   | с. Яворів                        | 1182/2 |

## Місцевого значення
| №                   | Найменування пам'ятки                                    | Світлина | Датування        | Місцезнаходження       | Номер |
| ------------------- | -------------------------------------------------------- | -------- | ---------------- | ---------------------- | ----- |
| м. Косів            |                                                          |          |                  |                        |       |
| 1                   | Польський будинок стрільця (зміш.)                       |          | 1936-1938 рр.    | вул. Грушевського, 1   | 1338  |
| 2                   | Лазня (мур.)                                             |          | 1938-1939 рр.    | вул. Зарічна, 5        | 1339  |
| 3                   | Будинок рабина Гагера (мур.)                             |          | 1890 р.          | вул. Незалежності, 101 | 1340  |
| 4                   | Будинок лікаря Гертнера (мур.)                           |          | 1938-1939 рр.    | вул. Незалежності, 133 | 1341  |
| 5                   | Лікарня (мур.)                                           |          | 1930 р.          | вул. Шевченка, 11      | 1342  |
| 6                   | Австро-угорський суд (мур.)                              |          | 1904-1908 рр.    | вул. Шевченка, 43      | 1343  |
| с. Ганівка          |                                                          |          |                  |                        |       |
| 7                   | Церква Покрову Пресвятої Богородиці (дер.)               |          | 19 ст.           |                        | 846   |
| с. Кобаки           |                                                          |          |                  |                        |       |
| 8                   | Житловий будинок Марка Черемшини (дер.)                  |          | 19 ст.           |                        | 496   |
| 9                   | Церква Воздвиження Чесного Хреста (дер.)                 |          | 1852 р.          |                        | 497/1 |
| 10                  | Дзвіниця церкви Воздвиження Чесного Хреста (дер.)        |          | 1852 р.          |                        | 497/2 |
| с. Космач           |                                                          |          |                  |                        |       |
| 11                  | Житловий будинок (дер.)                                  |          | 1886 р.          |                        | 498   |
| 12                  | Кузня (дер.)                                             |          | 1896 р.          |                        | 499   |
| 13                  | Дзвіниця церкви Св. Параскеви (дер.)                     |          | 1718 р.          |                        | 847   |
| смт. Кути           |                                                          |          |                  |                        |       |
| 14                  | Вірменський костел (мур.)                                |          | 1772 р.          |                        | 500   |
| 15                  | Костел Св. Серця Ісуса (мур.)                            |          | 17-18 ст.        |                        | 501   |
| 16                  | Церква Пресвятої Трійці (мур.)                           |          | 1833 р.          |                        | 502/1 |
| 17                  | Дзіниця церкви Пресвятої Трійці (мур.)                   |          | 19ст.            |                        | 502/2 |
| с. Люча             |                                                          |          |                  |                        |       |
| 18                  | Житловий будинок, де жив письменник О. Терлецький (дер.) |          | к. 19-п. 20 ст.  |                        | 453   |
| с. Микитинці        |                                                          |          |                  |                        |       |
| 19                  | Житловий будинок Я. Головацького (дер.)                  |          | 19 ст.           |                        | 452   |
| с. Нижній Березів   |                                                          |          |                  |                        |       |
| 20                  | Церква Св. Миколая (дер.)                                |          | 1844 р.          |                        | 848   |
| 21                  | Житловий будинок Я. Галана (дер.)                        |          | п. 20 ст..       |                        | 503   |
| с. Рибне            |                                                          |          |                  |                        |       |
| 22                  | Церква Вознесіння Господнього (дер.)                     |          | 1870 р.          |                        | 849   |
| с. Середній Березів |                                                          |          |                  |                        |       |
| 23                  | Житловий будинок, де народився В. Симчич (дер.)          |          | п. 20 ст.        |                        | 1343  |
| с. Слобідка         |                                                          |          |                  |                        |       |
| 24                  | Церква Успіння Пресвятої Богородиці (дер.)               |          | 1848 р.          |                        | 850   |
| с. Смодна           |                                                          |          |                  |                        |       |
| 25                  | Комплекс будівель курорту лікаря Тарновського (зміш.)    |          | к. 19- п. 20 ст. |                        | 1104  |
| с. Стопчатів        |                                                          |          |                  |                        |       |
| 26                  | Житловий будинок, де народився Д. Павличко (дер.)        |          | п. 20 ст.        |                        | 32    |
| с. Шешори           |                                                          |          |                  |                        |       |
| 27                  | Млин (дер.)                                              |          | 19 ст.           |                        | 30    |
| с. Яворів           |                                                          |          |                  |                        |       |
| 28                  | Житловий будинок Шкрібляків (дер.)                       |          | 19 ст.           |                        | 505   |
|                     |                                                          |          |                  |                        |       |